# Nino Cordio

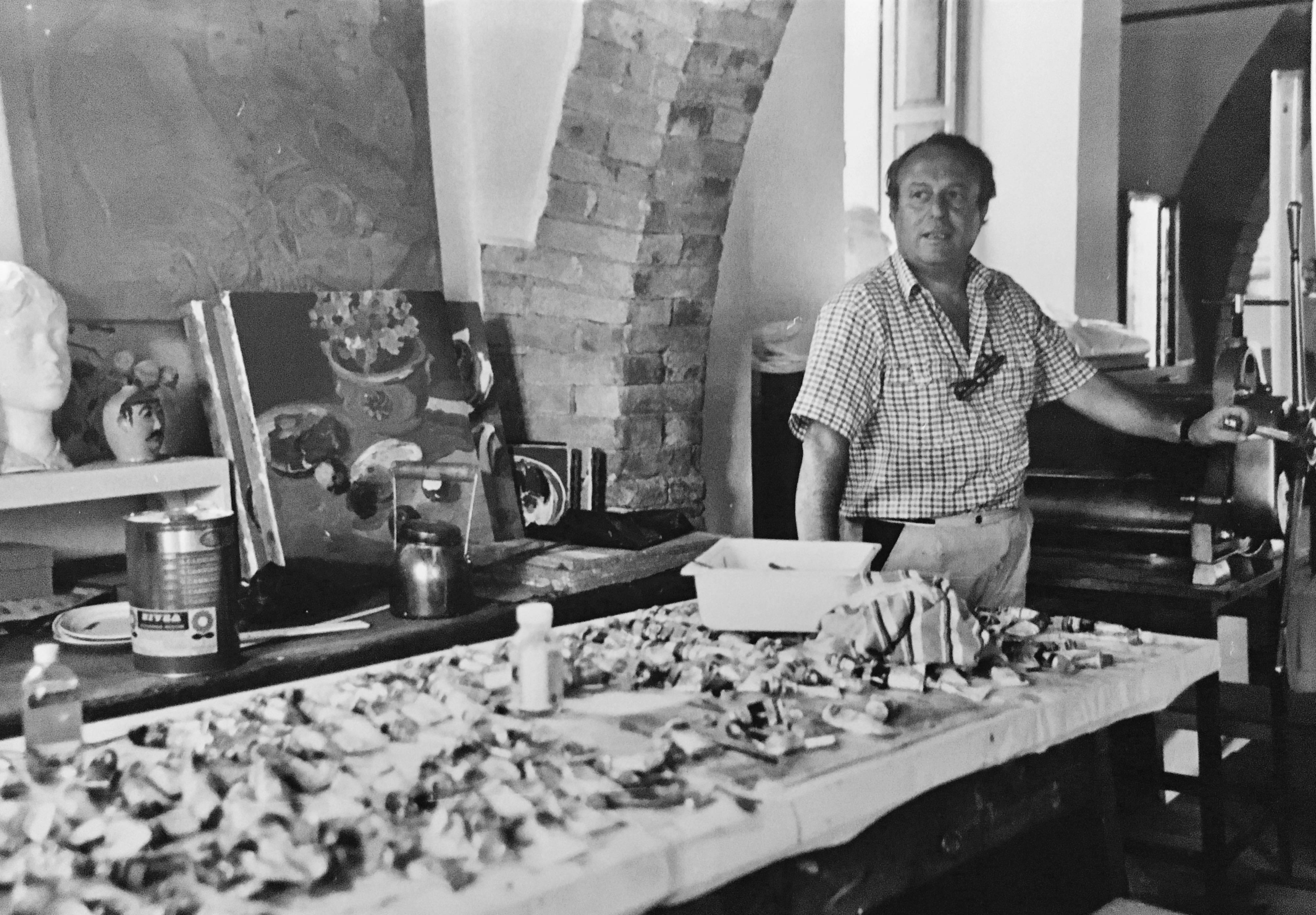
Nino Cordio nel suo studio in Umbria

Nino Cordio (Santa Ninfa, 10 luglio 1937 – Roma, 24 aprile 2000) è stato un pittore e scultore italiano.

## Biografia
Ha studiato all'Istituto d'Arte di Catania e all'Accademia di Belle Arti di Roma. Successivamente ha frequentato l'Atelier di Friedländer a Parigi. Ha esposto i suoi lavori in numerose personali in Italia, Europa e Americhe.
L'ultima esposizione antologica "Incisioni 1957-1997", curata dall'Istituto Nazionale per la Grafica e dal Ministero per i Beni Culturali e Ambientali, è stata allestita presso la Calcografia Nazionale, la Fondazione Orestiadi di Gibellina e presso Le Ciminiere di Catania (mostra a cura di Paola Coccia Desogus).
Ha vissuto e lavorato tra Roma e Todi. Muore a Roma il 24 aprile 2000.

## Tecniche
Pittura ad olio e affresco. Incisione all'acquaforte. Scultura in legno, terracotta e bronzo.

## Il museo
Nel 2007 è stato inaugurato il Museo Nino Cordio nel comune di Santa Ninfa, più di 200 opere del maestro siciliano esposte in ampi spazi. Il museo prevede visite guidate e aula per la didattica.

## Il premio
Nel 2009 viene istituito il premio Museo Nino Cordio che ogni anno premia personalità del mondo dello spettacolo, del giornalismo, della società civile legate alla Sicilia.
- Il 1º agosto 2009 il premio è stato assegnato a Luca Zingaretti.
- Il 31 luglio 2010 il premio è stato assegnato al Professor Nando Dalla Chiesa.
- L'8 ottobre 2011 il premio è stato assegnato all'attrice e regista Stefania Sandrelli.
- Il 17 agosto 2012 il premio è stato assegnato a Luigi Lo Cascio.
- Il 29 settembre 2013 il premio è stato assegnato a Daniele Silvestri.
- Il 6 dicembre 2014 il premio è stato assegnato a Paolo Briguglia.
- Il 7 novembre 2015 il premio è stato assegnato a Mario Venuti.
- Il 15 dicembre 2016 il premio è stato assegnato a Michele Riondino.
- Il 2 dicembre 2017 il premio è stato assegnato a Gaetano Savatteri.
- Il 9 dicembre 2018 il premio è stato assegnato a Pietrangelo Buttafuoco.
- Il 14 dicembre 2019 il premio è stato assegnato a Riccardo Cucchi.
- Il 27 dicembre 2020 il premio è stato assegnato a Nino De Vita.
- Il 19 dicembre 2021 il premio è stato assegnato a Domenico Mogavero.
- Il 3 dicembre 2022 il premio è stato assegnato a Luca Telese
- L'8 luglio 2024 il premio è stato assegnato al pittore Giuseppe Modica (ed. 2023) e alla regista Costanza Quatriglio (ed. 2024)

## Pubblicazioni
Nel 2010 viene pubblicato da Infinito Edizioni il libro "L'occhio di Cordio", un'antologia di testi sull'artista, curato dal figlio Francesco Cordio con la prefazione di Daniele Silvestri e l'introduzione di Andrea Camilleri.

## Mostre personali
- Roma, Galleria Le Jardin des Arts1961
- San Paolo del Brasile, Galleria Ambiente 1962
- Parigi, Maison du Brésil 1962
- Roma, Galleria La Nuova Pesa 1965
- Palermo, Arte al Borgo 1965
- Berlino, Neue Berliner Galerie 1966
- Weimar, Kunsthalle 1966
- Francoforte sull'Oder, Junge Künsten 1967
- Roma, Galleria La Nuova Pesa 1967
- Vienna, Galerie Zentralbuchhandlung 1967
- Catania, Galleria Il Punto 1968
- Roma, Galleria Il torcoliere 1968
- Roma, Galleria Il Gabbiano 1970
- Brescia, Galleria Fant Cagnì 1970
- New York, Marisa Del Re Gallery 1970
- Palermo, Galleria Flaccovio 1971
- Palermo, Galleria La Tela 1971
- Padova, Galleria Stevenson 1971
- Milano, Galleria dell'Orso 1971
- Roma, Galleria Il Gabbiano1972
- Milano, Galleria dell'Orso 1972
- Bari, Galleria La Panchetta 1972
- Brescia, Galleria Fant Cagnì 1973
- Bologna, Galleria Dürer 1973
- Biella, Galleria Il Tritone 1973
- Milano, Galleria dell'Orso 1974
- Palermo, Centro d'Arte 74 1974
- Castel San Pietro, Le Terme 1975
- Milano, Galleria Trans'Art 1976
- Roma, Galleria Il Gabbiano 1976
- Bologna, Galleria Dürer 1977
- Roma, Galleria Il Gabbiano 1978
- Capo d'Orlando, Museo Calanovella 1978
- Catania, Galleria La Racla 1979
- Roma, Galleria Il Narciso 1979
- Milano, Galleria La Linea 1979
- Taranto, Circolo Culturale Italsider 1980
- Messina, Grifone Arte 1980
- Milano, Galleria La Linea 1980
- Santa Ninfa, Centro Multimediale 1981
- Bologna, Galleria Forni 1982
- Scicli, Palazzo Busacca 1983
- Todi, Sala del Capitano 1984
- Bruxelles, Galerie Duszapatÿn Karolczak 1984
- Roma, Galleria Il Gabbiano 1986
- Rio de Janeiro, Museo Nazionale di Belle Arti 1988
- Scicli, Galleria L'Androne 1992
- Todi, Sala delle Pietre 1993
- Bad Ragaz (CH), To Be Gallery 1995
- Roma, Calcografia Nazionale 1997
- Gibellina, Fondazione Orestiadi 1997
- Catania, Centro Culturale Le Ciminiere 1997
- Todi, Galleria Extra Moenia 1998
- Valverde, Villa Cosentino 1998
- Santa Ninfa, Centro Multimediale 1998
- Montecastello, Galleria I.S.A. International School of Art 1999
- Racalmuto, Fondazione Sciascia 2001
- Catania, Galleria d'arte moderna 2005
- Todi, Sala delle Pietre 2007
- Roma, Museo Crocetti, 2016
- Todi, Torcolarium 2023